# Knivlägnan
Knivlägnan är klippor nära Skäriråsen i Nagu,  Finland.   De ligger i Pargas stad i landskapet Egentliga Finland. Ön ligger omkring 7 kilometer sydost om Skäriråsen, omkring 48 kilometer söder om Nagu kyrka,  80 kilometer söder om Åbo och 180 km väster om Helsingfors. Närmaste allmänna förbindelse är förbindelsebryggan vid Borstö som trafikeras av M/S Nordep.
Terrängen runt Knivlägnan är mycket platt.  Det finns inga samhällen i närheten. 